# Ettore Scola
Pour les articles homonymes, voir Scola.
Ettore Scola, né le 10 mai 1931 à Trevico et mort le 19 janvier 2016 à Rome, est un réalisateur et scénariste italien.

## Biographie
Le goût de la littérature lui vient des livres classiques qu'il lisait, enfant, à son grand-père aveugle.
Ettore Scola étudie le droit avant de travailler comme dessinateur de presse de 1947 à 1952 en participant à divers journaux humoristiques, dont l'hebdomadaire satirique Marc'Aurelio,.
En 1950, il écrit pour la radio Ho-là, Rosso e nero et Il teatrino de Alberto Sordi.
Il débute dans l'industrie du cinéma en 1953 comme script doctor puis scénariste, coécrivant entre autres Le Fanfaron et Les Monstres de Dino Risi. En tout, il rédige une vingtaine de scénarios, surtout des comédies, notamment pour l'acteur Totò.
Il réalise son premier long métrage Parlons femmes (Se permettete parliamo di donne), en 1964, sur l'insistance de Vittorio Gassmann. Il commence à être reconnu avec le tragi-comique Drame de la jalousie (Dramma della gelosia - tutti i particolari in cronaca) pour lequel Marcello Mastroianni est récompensé au Festival de Cannes 1970. En 1974, Scola connaît un succès international avec Nous nous sommes tant aimés (C'eravamo tanto amati), une vaste fresque de la société italienne après la Seconde Guerre mondiale, dédiée au cinéaste Vittorio De Sica, son ami. Scola connaît un nouveau succès avec Affreux, sales et méchants (Brutti, sporchi e cattivi), une satire grinçante de la société romaine quart-mondiste qui l'impose comme nouveau maître de la comédie à l'italienne. Il reçoit le Prix de la mise en scène au 29e Festival de Cannes pour ce film. Dans un registre plus intimiste, son œuvre la plus connue, Une journée particulière (Una giornata particolare) sort l'année suivante, interprétée par Sophia Loren et Marcello Mastroianni. Ce long métrage narre la rencontre furtive mais déterminante de deux voisins exclus du modèle fasciste, une femme au foyer et un intellectuel homosexuel, au moment où tout Rome assiste à la rencontre du Duce avec Adolf Hitler en 1938. En 1980, il revient à la chronique satirique avec La Terrasse (Prix du scénario à Cannes), tableau tragi-comique de l'intelligentsia de gauche italienne et de ses désillusions. Il se tourne ensuite vers la France et réalise La Nuit de Varennes sur la Révolution française et Le Bal qui traverse cinquante ans d'histoire hexagonale du point de vue de danseurs de salon. Ce dernier film reçoit trois Césars en 1984 dont ceux du meilleur film et du meilleur réalisateur. Par la suite, Scola dirige plusieurs comédiens français comme Vincent Pérez et Emmanuelle Béart (Le Voyage du capitaine Fracasse) ou encore  Fanny Ardant (La Famille, Le Dîner).

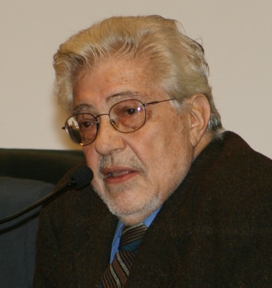
Ettore Scola en 2007.

Ettore Scola a réalisé près de quarante films en quarante ans. Son style est reconnu pour son audace et sa singularité. Il mêle acuité de l'analyse psychologique, caricature féroce des sociétés modernes, ironie, farce, désenchantement, mélancolie et recherches narratives et formelles inédites. Son œuvre ouvre une interrogation sur la place de l'individu et du peuple dans l'histoire en explorant la mémoire intime et sociale, confrontée à l'épreuve du temps.
En 2009, il crée le Bari International Film Festival.
Il annonce le 29 août 2011 la fin de sa carrière de réalisateur au quotidien Il Tempo, souhaitant ne pas faire le film de trop. Il déclare sentir ne plus faire partie du monde du cinéma d'aujourd'hui : « Les logiques de production et de distribution ne me ressemblent plus. [...] Aujourd'hui, seul le marché décide ».
En 2013, il présente à la Mostra de Venise Qu'il est étrange de s'appeler Federico, un film entre fiction et documentaire sur sa relation avec Federico Fellini.
Le 19 janvier 2016, Ettore Scola meurt à l'âge de 84 ans au cours d'une chirurgie cardiaque à Rome. Il avait été admis au service de chirurgie cardiaque de la polyclinique de Rome et avait sombré dans le coma deux jours avant son décès. Sa femme est morte en 2022 à 93 ans.
Politiquement, il était très proche du Parti communiste italien.

## Filmographie

### Scénariste
- 1953 : Chansons, chansons, chansons (Canzoni, canzoni, canzoni) de Domenico Paolella
- 1953 : Deux Nuits avec Cléopâtre (Due notti con Cleopatra) de Mario Mattoli
- 1953 : Fermi tutti... arrivo io! de Sergio Grieco
- 1954 : Ridere! Ridere! Ridere! d'Edoardo Anton
- 1954 : Gran varietà de Domenico Paolella
- 1955 : Le Célibataire (Lo scapolo) d'Antonio Pietrangeli
- 1956 : Nos plus belles années (I giorni più belli) de Mario Mattoli
- 1956 : Guardia, guardia scelta, brigadiere e maresciallo de Mauro Bolognini
- 1958 : Je ne suis plus une enfant (Non sono più guaglione) de Domenico Paolella
- 1960 : L'Homme aux cent visages (Il mattatore) de Dino Risi
- 1960 : Adua et ses compagnes (Adua e le compagne) d'Antonio Pietrangeli
- 1961 : Le Carabinier à cheval (Il carabiniere a cavallo) de Carlo Lizzani
- 1962 : Le Fanfaron (Il sorpasso) de Dino Risi
- 1962 : Haute Infidélité (Alta infedeltà) de Franco Rossi, Elio Petri, Luciano Salce et Mario Monicelli
- 1962 : Les Années rugissantes (Gli anni ruggenti) de Luigi Zampa
- 1965 : Il gaucho de Dino Risi
- 1967 : À l'italienne (Made in Italy) de Nanni Loy
- 1968 : Pas folles, les mignonnes de Luigi Zampa
- 2021 : Un dragon en forme de nuage (Il materiale emotivo) de Sergio Castellitto

### Réalisateur
Scola est également scénariste ou co-scénariste de l'ensemble des films qu'il a réalisés.
- 1964 : Parlons femmes (Se permettete parliamo di donne)
- 1964 : Cent millions ont disparu (La congiuntura)
- 1965 : Thrilling, segment Il vittimista
- 1966 : Belfagor le Magnifique (L'arcidiavolo)
- 1968 : Nos héros réussiront-ils à retrouver leur ami mystérieusement disparu en Afrique ?
 (Riusciranno i nostri eroi a ritrovare l'amico misteriosamente scomparso in Africa?)
- 1969 : Le Commissaire Pepe (Il commissario Pepe)
- 1970 : Drame de la jalousie (Dramma della gelosia)
- 1971 : Le Ravi (Permette? Rocco Papaleo)
- 1972 : La Plus Belle Soirée de ma vie (La più bella serata della mia vita)
- 1973 : Voyage dans le Fiat-nam (Trevico-Torino: viaggio nel Fiat-Nam)
- 1974 : Nous nous sommes tant aimés (C'eravamo tanto amati)
- 1976 : Affreux, sales et méchants (Brutti, sporchi e cattivi)
- 1977 : Mesdames et messieurs bonsoir (Signore e signori, buonanotte)
- 1977 : Une journée particulière (Una giornata particolare)
- 1978 : Les Nouveaux Monstres (I nuovi mostri)
- 1980 : La Terrasse (La terrazza)
- 1981 : Passion d'amour (Passione d'amore)
- 1982 : La Nuit de Varennes
- 1983 : Le Bal (Ballando ballando)
- 1985 : Macaroni (Maccheroni)
- 1987 : La Famille (La famiglia)
- 1989 : Splendor
- 1989 : Quelle heure est-il (Che ora è)
- 1990 : Le Voyage du capitaine Fracasse (Il viaggio di Capitan Fracassa)
- 1993 : Mario, Maria et Mario (Mario, Maria e Mario)
- 1995 : Le Roman d'un jeune homme pauvre (Romanzo di un giovane povero)
- 1998 : Le Dîner (La cena)
- 2001 : Concurrence déloyale (Concorrenza sleale)
- 2003 : Gente di Roma
- 2013 : Qu'il est étrange de s'appeler Federico (Che strano chiamarsi Federico: Scola racconta Fellini)

## Distinctions
- 1966 : Ruban d'argent du meilleur scénario pour L'Amour tel qu'il est (Io la conoscevo bene)
- 1975 : Prix d'or au Festival international du film de Moscou pour Nous nous sommes tant aimés (C'eravamo tanto amati)
- Festival de Cannes 1976 : Prix de la mise en scène pour Affreux, sales et méchants (Brutti, sporchi e cattivi)
- Césars 1977 : César du meilleur film étranger pour Nous nous sommes tant aimés (C'eravamo tanto amati)
- Césars 1978 : César du meilleur film étranger pour Une journée particulière (Una giornata particolare)
- 1978 : Ruban d'argent du meilleur scénario pour Une journée particulière (Una giornata particolare)
- 1983 : David di Donatello du meilleur réalisateur pour Une journée particulière (Una giornata particolare)
- Festival de Cannes 1980 : Prix du scénario et des dialogues pour La Terrasse (La terrazza)
- 1980 : Ruban d'argent du meilleur scénario pour La Terrasse (La terrazza)
- 1981 : Ruban d'argent du meilleur scénario pour Passion d'amour (Passione d'amore)
- 1983 : David di Donatello du meilleur scénario pour La Nuit de Varennes (Il mondo nuovo)
- Césars 1984 : 
  - meilleur film  pour Le Bal (Ballando ballando), ex æquo avec À nos amours de Maurice Pialat
  - meilleur réalisateur  pour Le Bal (Ballando ballando)
- Berlinale 1984 :
  - Ours d'argent du meilleur réalisateur pour Le Bal (Ballando ballando)
  - Jury des lecteurs du Berliner Morgenpost pour Le Bal (Ballando ballando)
- David di Donatello 1984 :
  - meilleur film pour Le Bal (Ballando ballando), ex æquo avec Et vogue le navire… (E la nave va) de Federico Fellini
  - meilleur réalisateur pour Le Bal (Ballando ballando)
  - Prix Alitalia pour Le Bal (Ballando ballando)
- 1986 : Médaille d'or de la ville de Rome pour le 30e anniversaire des David di Donatello
- David di Donatello 1987 :
  - meilleur film pour La Famille  (La famiglia)
  - meilleur réalisateur pour La Famille (La famiglia)
  - meilleur scénario pour La Famille (La famiglia)
- Ruban d'argent 1987 :
  - meilleur réalisateur pour La Famille (La famiglia)
  - meilleur scénario pour La Famille (La famiglia)
- Mostra de Venise 1990 : Prix Pietro Bianchi
- 1995 : Prix pour la carrière au Festival du film Flaiano
- 2001 : Saint-Georges d'argent au Festival international du film de Moscou pour Concurrence déloyale (Concorrenza sleale)
- 2001 : Prix artistique de Taormine au Festival du film de Taormine
- Mostra de Venise 2013 : Prix Jaeger-LeCoex æquoe Glory to the Filmmaker